# Båstad Tennis Stadium
Båstad Tennis Stadium – kompleks tenisowy w szwedzkim Båstad, w regionie Skania.
Obiekt wybudowany został w 1907 roku, a w jego skład wchodzi sześć kortów, w tym kort centralny z pojemnością dla 5000 widzów.
Corocznie w Båstad Tennis Stadium organizowany jest męski turniej tenisowy Swedish Open kategorii ATP World Tour 250. W 2009 roku zaczęły w kompleksie grać również kobiety, a impreza o randze WTA International Series w latach 2009-2017, od 2019 WTA 125K series nosi nazwę Swedish Open.